# Арічештій-Рахтівань (комуна)
Арічештій-Рахтівань, Арічештій-Рахтівані (рум. Ariceștii Rahtivani) — комуна у повіті Прахова в Румунії. До складу комуни входять такі села (дані про населення за 2002 рік):
- Арічештій-Рахтівань (2815 осіб) — адміністративний центр комуни
- Буда (426 осіб)
- Неделя (2520 осіб)
- Стоєнешть (1410 осіб)
- Тиргшору-Ноу (1743 особи)

Комуна розташована на відстані 60 км на північ від Бухареста, 15 км на захід від Плоєшті, 80 км на південь від Брашова.

## Населення
За даними перепису населення 2002 року у комуні проживали 8914 осіб.
Національний склад населення комуни:
| Національність   | Кількість осіб | Відсоток |
| ---------------- | -------------- | -------- |
| румуни           | 8754           | 98,2%    |
| цигани           | 126            | 1,4%     |
| угорці           | 18             | 0,2%     |
| турки            | 4              | < 0,1%   |
| українці         | 2              | < 0,1%   |
| німці            | 2              | < 0,1%   |
| росіяни-липовани | 2              | < 0,1%   |
| словаки          | 1              | < 0,1%   |
| італійці         | 1              | < 0,1%   |

Рідною мовою назвали:
| Мова       | Кількість осіб | Відсоток |
| ---------- | -------------- | -------- |
| румунська  | 8839           | 99,2%    |
| циганська  | 41             | 0,5%     |
| угорська   | 20             | 0,2%     |
| турецька   | 4              | < 0,1%   |
| німецька   | 3              | < 0,1%   |
| російська  | 2              | < 0,1%   |
| українська | 1              | < 0,1%   |
| сербська   | 1              | < 0,1%   |

Склад населення комуни за віросповіданням:
| Релігія                                       | Кількість осіб | Відсоток |
| --------------------------------------------- | -------------- | -------- |
| православні                                   | 8664           | 97,2%    |
| адвентисти                                    | 76             | 0,9%     |
| бретрени                                      | 46             | 0,5%     |
| римо-католики                                 | 38             | 0,4%     |
| лютерани                                      | 25             | 0,3%     |
| п'ятдесятники                                 | 20             | 0,2%     |
| баптисти                                      | 13             | 0,1%     |
| реформати                                     | 9              | 0,1%     |
| греко-католики                                | 7              | 0,1%     |
| атеїсти                                       | 5              | 0,1%     |
| мусульмани                                    | 4              | < 0,1%   |
| лютерани (Аугсбурзького сповідання)           | 2              | < 0,1%   |
| лютерани (Синодально-пресвітеріанська церква) | 1              | < 0,1%   |
| не релігійні                                  | 1              | < 0,1%   |
| не вказали релігію                            | 3              | < 0,1%   |